# سیارک ۳۶۱۰
سیارک ۳۶۱۰ (به انگلیسی: 3610 Decampos، نامگذاری:1981EA1) سه هزار و ششصد و دهمین سیارک کشف شده‌است که در ۵ مارس ۱۹۸۱ کشف شد.
قدر مطلق سیارک برابر ۱۳٫۹۰ است.